# Dorothea von Kurland

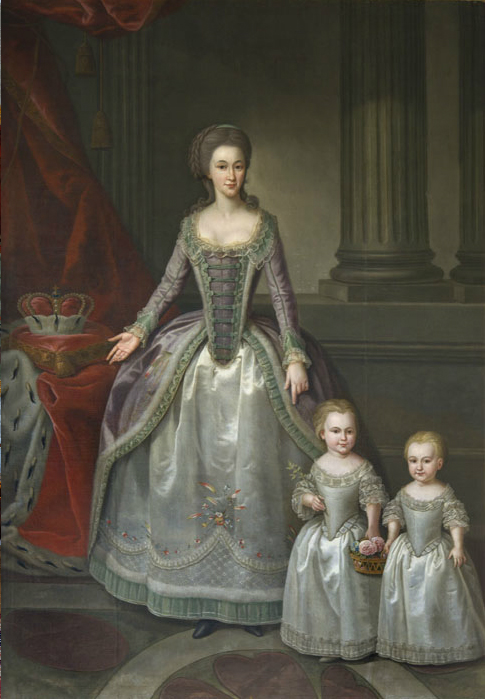
Dorothea von Kurland mit ihren Kindern Wilhelmine und Pauline

Dorothea von Kurland, geboren als Gräfin Anna Charlotte Dorothea von Medem (* 3. Februar 1761 in Mesothen, Herzogtum Kurland und Semgallen; † 20. August 1821 in Löbichau, Herzogtum Sachsen-Gotha-Altenburg), war eine Herzogin von Kurland, Diplomatin und Salonnière.

## Leben

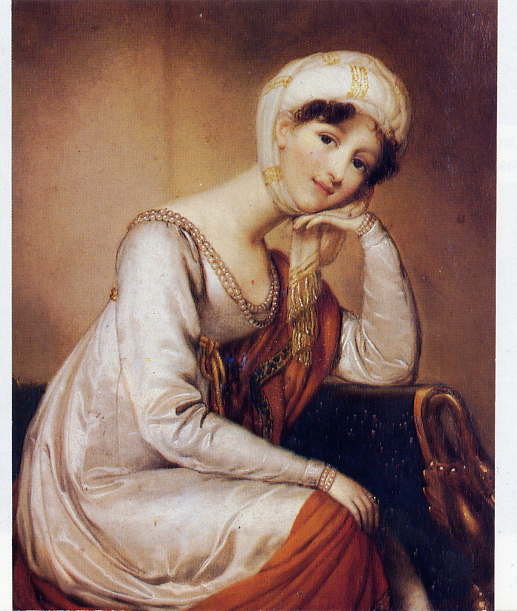
Dorothea von Kurland als junge Frau.

Ihre Eltern waren Reichsgraf Johann Friedrich von Medem (1722–1785) aus altem kurländischen Adel und Louise Charlotte von Manteuffel (1732–1763). Am 6. November 1779 heiratete sie den um 37 Jahre älteren Peter von Biron, Herzog von Kurland und Semgallen aus dem Hause Biron von Curland. Aus der Ehe gingen sechs Kinder hervor, von denen zwei im Kindesalter starben.
Durch ihre Schönheit und ihre Stellung als Herzogin von Kurland hatte Dorothea Zugang zu den höchsten gesellschaftlichen Kreisen. Wegen politischer Schwierigkeiten mit dem kurländischen Adel und dem Lehnsherrn, dem König von Polen, war Dorothea im Auftrag des Herzogs mehrmals viele Monate in diplomatischer Mission in Warschau, unternahm aber auch Reisen u. a. nach Berlin, Sankt Petersburg und Karlsbad, wo 1791 Graf Christian Clam-Gallas ihr zu Ehren den Dorotheentempel errichten ließ. Zugleich wurde der in der Nähe liegende Säuerling als Dorotheenquelle benannt.
Durch die langen Abwesenheiten ergab sich eine Entfremdung zu Herzog Peter. Nach der Geburt der jüngsten Tochter Dorothea (1793) lebte die Herzogin überwiegend im Palais Kurland in Berlin und führte dort einen aristokratischen Salon. 1794 erwarb sie die Gutsherrschaft Löbichau im Altenburgischen. Auf dem neu errichteten Schloss verbrachte sie die Sommermonate und gestaltete es zum Mittelpunkt ihres Lebens. Durch die Einladung von Dichtern, Philosophen, Verwandten und Freunden wurde Löbichau bald als Musenhof der Herzogin von Kurland bezeichnet. Auch ihre ältere Stiefschwester Elisa von der Recke hielt sich mit Christoph August Tiedge mehrmals in Löbichau auf. Zar Alexander I. von Russland, Friedrich Wilhelm III., Napoleon I., Talleyrand, Metternich, Goethe, Schiller und andere Persönlichkeiten der Zeit kannte die Herzogin persönlich.
Nachdem ihre jüngste Tochter Dorothea – wohl eine uneheliche Tochter des polnischen Grafen Alexander Batowski, die Herzog Peter jedoch als sein Kind anerkannte – 1809 den Grafen Edmond de Talleyrand-Périgord, einen Neffen des Außenministers Talleyrand geheiratet hatte, lebte Dorothea von Kurland regelmäßig in Paris und hatte eine intensive Beziehung zu Talleyrand. Unter dessen Einfluss wandelte sich ihre anfängliche Begeisterung für Napoleon in eine entschiedene Gegnerschaft. Im Jahr 1814 reiste sie zum Wiener Kongress, wo sie Talleyrand wieder traf.
Dorothea von Kurland starb am 20. August 1821 in Löbichau. Ihr Leichnam wurde einige Jahre später in die Familiengruft nach Sagan überführt, wo im Jahre 1800 auch Herzog Peter von Biron bestattet worden war.

## Nachfahren

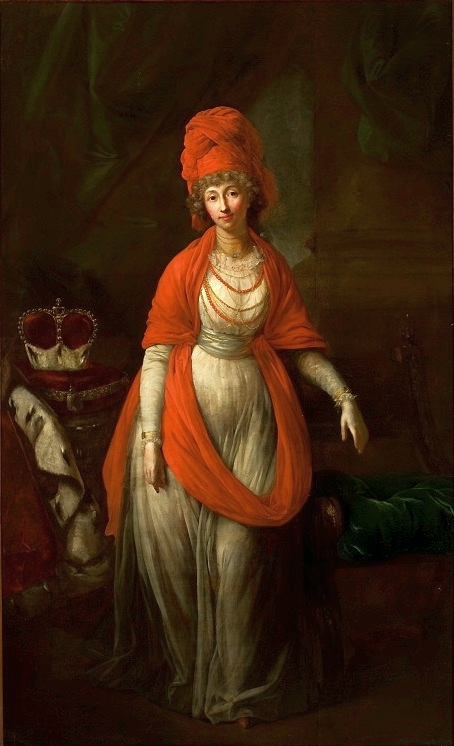
Anna Charlotte Dorothea von Biron, Herzogin von Kurland und Semgallen und Sagan. Porträtiert von Anton Graff 1791 mit Hermelinmantel und Herzogshut zur linken Seite.

Aus der Ehe Dorothea von Kurlands mit Peter von Biron gingen fünf Kinder hervor:
- Wilhelmine von Biron (1781–1839), Prinzessin von Kurland, Herzogin von Sagan (1800–1839) ⚭ I. Prinz Louis von Rohan (1768–1836), ⚭ II. Fürst Wassili Trubetzkoi (1776–1841), ⚭ III. Graf Carl Rudolf von der Schulenburg (1788–1856); Geliebte von Klemens Wenzel Lothar von Metternich
- Pauline von Biron (1782–1845), Prinzessin von Kurland, Herzogin von Sagan (1839–1845) ⚭ Fürst Friedrich von Hohenzollern-Hechingen
- Johanna Katharina (1783–1876) ⚭ Francesco Pignatelli, Herzog von Acerenza, Fürst von Belmonte
- Peter (1787–1790)
- ein weiteres, jung verstorbenes Kind

Vermutlich aus der außerehelichen Beziehung mit Graf Alexander Batowski entstammte
- Dorothea von Biron (1793–1862), die jedoch von Peter von Biron als eigenes Kind anerkannt wurde. 1817 Herzogin von Dino, 1845 Herzogin von Sagan (1842 von ihrer Schwester Pauline erworben), 1838 Herzogin von Talleyrand; ⚭ Graf Edmond de Talleyrand-Périgord, ab 1838 Herzog von Talleyrand. Das Herzogtum Sagan fiel 1862 an ihren Sohn Napoléon-Louis (1811–1898)

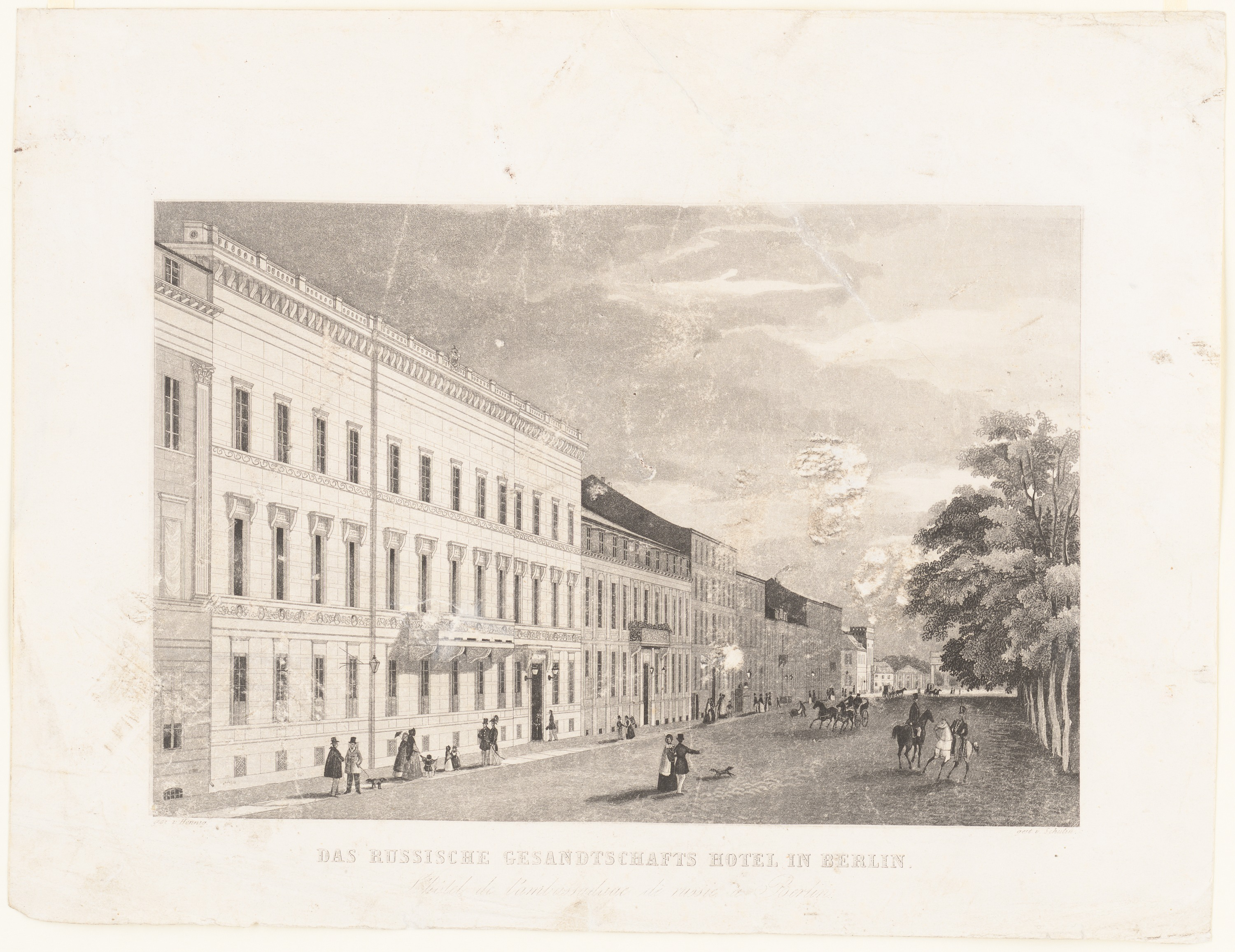
Palais Kurland, Berlin (später russische Gesandtschaft)
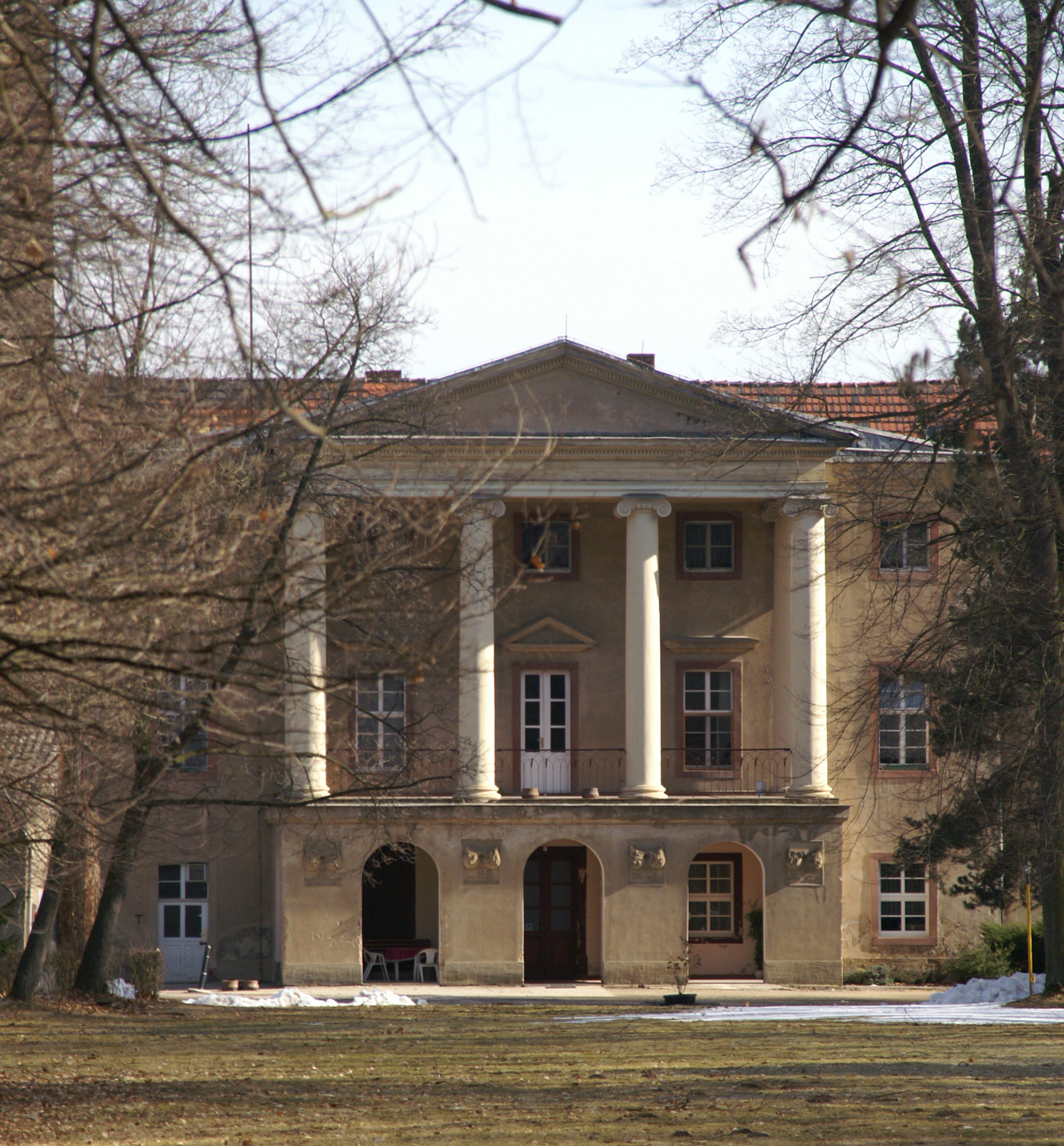
Schloss Löbichau